# Пјешивац-Греда
Пјешивац-Греда је насељено мјесто у Босни и Херцеговини у општини Столац које административно припада Федерацији Босне и Херцеговине. Према попису становништва из 1991. у насељу је живјело 512 становника.

## Историја
Атанасије Васиљев Васиљевич је наговарао Херцеговце да се мире са муслиманима и с њима да иду у рат против Аустрије. Вође муслимана су били спремни на измирење и заједнички рад, и у селу Пјешивцу је одржан састанак муслиманских и православних првака из Херцеговине. Никола I Петровић Његош је то саботирао због својих политичких интереса.

## Становништво
| Демографија | Демографија | Демографија |
| Година      | Становника  | Становника  |
| ----------- | ----------- | ----------- |
| 1991.       | 512         |             |